# Union internationale de spéléologie
L'Union internationale de spéléologie (UIS) est une organisation non gouvernementale visant à promouvoir l'interaction entre les spéléologues universitaires et les spéléologues techniques d'un large éventail de nationalités dans le but de développer et de coordonner la spéléologie internationale dans tous ses aspects, qu'ils soient scientifiques, techniques, culturels, sportifs, sociaux ou économiques.

## Présentation
L'UIS (sigle et dénomination officiels en français) a été fondée le 16 septembre 1965 lors du 4e congrès international de spéléologie qui s'est tenu à Postojna (Yougoslavie, actuelle Slovénie). L'objectif était la création d'une entité internationale permettant de rassembler les spéléologues du monde entier et coordonner leurs activités.
L'article 3 des statuts précise son but : « Le but de l'UIS est de promouvoir la fraternité entre les personnes de tous les pays qui s'intéressent aux grottes, au karst et aux caractéristiques et terrains connexes (appelés « spéléologues » dans les documents de l'UIS), de développer et de promouvoir tous les aspects de la spéléologie (scientifique, technique, culturel, sportif, social et économique), et la protection et la gestion du patrimoine spéléologique et karstique mondial de manière à favoriser un développement durable dans tous les endroits où se déroulent des grottes ou des activités spéléologiques. »
Le premier président de l'UIS a été Bernard Gèze, éminent karstologue et hydrogéologue français. Il est resté président jusqu'en 1973 puis fut nommé président honoraire en 1977.
En 1965 il était accompagné de Gordon T. Warwick (Angleterre) et Stjepan Mikulec (Yougoslavie) comme vice-présidents et Albert Anavy (Liban) comme secrétaire général.
Lors du 4e congrès international de spéléologie, un hymne appelé Fanfare, écrit par A. Srebotnjak (Yougoslavie), a été joué lors de la cérémonie d'ouverture le 12 septembre 1965 dans la salle de danse de la grotte de Postojna par les musiciens du théâtre national slovène. Depuis 2014 l'UIS s'est doté d'un hymne officiel The Spirit of Adventure: A Short Symphonic Fantasy Inspired by Caves and Cavers (L'esprit de l'aventure : une courte fantaisie symphonique inspirée des grottes et des spéléologues) écrit par Pete Fine (USA) pour ouvrir et fermer les congrès internationaux de spéléologie. Fanfare est joué à l'occasion de cérémonies spéciales.
L'UIS est composé actuellement de 58 pays membres. Chaque pays membre est représenté par un délégué de la fédération de spéléologie du pays membre. Un pays membre qui n'a pas réglé sa cotisation annuelle pendant quatre années consécutives perd son statut de pays membre.
Les activités de l'UIS s'effectuent au sein de 21 commissions :
- Commission Archéologie et paléontologie dans les grottes
- Commission Arts et lettres
- Commission Bibliographie
- Commission Biologie
- Commission Cavités artificielles
- Commission Enseignement spéléologique
- Commission Glaciers et grottes de glace
- Commission Grandes cavités
- Commission Grottes volcaniques
- Commission Histoire de la spéléologie
- Commission Hydrogéologie du karst et spéléogenie
- Commission Informatique
- Commission Matériel et techniques
- Commission Minéralogie dans les grottes
- Commission Paléokarst et spéléochronologie
- Commission Physico-chimie et hydrogéologie du karst
- Commission Plongée souterraine
- Commission Protection du karst et des grottes
- Commission Pseudokarst
- Commission Spéléo-secours
- Commission Spéléothérapie

### Publications
- Publications régulières :
  - UIS Bulletin[5]
  - Bulletin bibliographique spéléologique - Speleological Abstract (BBS-SA) (en collaboration avec la Fédération française de spéléologie)[6]
  - International Journal of Speleology (IJS)[7]
  - Actes des congrès internationaux de spéléologie[8]
- Autres publications :
  - (fr + en + de) Signes spéléologiques conventionnels - Speleological Conventional Signs - Signaturen für Höhlenplane, 1978, synthèse de G. Fabre avec le concours de M. Audetat, préface de A. A. Cigna

Afin que les plans de cavités soient uniformisés dans le monde, l'UIS a établi et publié en 1999 une liste de symboles cartographiques standardisés en 12 langues (allemand, anglais, croate, espagnol, français, italien, néerlandais, polonais, portugais, roumain, slovène, turc).

### Liste des pays membres et fédérations concernées
Dans plusieurs pays il existe plusieurs organismes ou fédérations, souvent l'un pour la pratique scientifique et l'autre pour la pratique sportive. Dans d'autres, il n'y a pas d'organisme national et ce sont des entités locales qui sont membres de l'UIS.
- Afrique du Sud : South African Spelaeological Association
- Allemagne : Verband der deutschen Höhlen- und Karstforscher
- Argentine : Federacion Argentina de Espeleologia ; Unión Argentina de Espeleología
- Arménie : Armenian Speleological Center
- Australie : Australasian Cave and Karst Management Association ; Australian Speleological Federation
- Autriche : Verband Österreichischer Höhlenforscher
- Belgique : Union belge de spéléologie ; Verbond van Vlaamse Speleologen
- Bosnie-Herzégovine : Savez speleologa BiH
- Brésil : Sociedade Brasileira de Espeleologia
- Bulgarie : Fédération bulgare de spéléologie
- Canada : Caving Canada
- Chypre : Cyprus Speleo Club
- Colombie : Espeleocol – Asociación Espeleologíca Colombiana
- Corée du Sud : Korean Society of Cave Environmental Sciences
- Costa Rica : Grupo Espeleológico Anthros
- Croatie : Hrvatski speleološki savez ; Komisija za speleologiju Hrvatskog planinarskog saveza
- Cuba : Sociedad Espeleológica de Cuba
- Espagne : Confederación de Espeleología y Cañones ; Sociedad Española de Espeleología y Ciencias del Karst
- États-Unis d'Amérique : National Cave Association ; National Speleological Society
- France : Fédération française de spéléologie
- Grèce : Hellenic Federation of Speleology ; Hellenic Speleological Society
- Hongrie : Hungarian Speleological Society
- Inde : Speleological Association of India
- Indonésie : Federation of Indonesian Speleological Activities, Indonesian Speleological Society
- Israël : Israel Cave Research Center ; Sarma Israeli Extreme Sport and Rescue Association
- Italie : Società Speleologica Italiana
- Japon : Speleological Research Institute of Japan ; Speleological Society of Japan
- Kirghizstan : Foundation for the Preservation and Exploration of Caves
- Liban : Association Libanaise d’Études Spéléologiques ; Groupe d’Études et de Recherches Souterraines du Liban ; Spéléo-Club du Liban
- Libye : Libyan National Speleology Organization
- Lituanie : Lietuvos speleologijos asociacija
- Luxembourg : Groupe Spéléologique Luxembourgeois
- Malaysie : Malaysian Cave and Karst Conservancy
- Maroc : Moroccan Explorers
- Mexique : Sociedad Mexicana de Exploraciones Subterráneas ; Unión Mexicana de Agrupaciones Espeleológicas
- Mongolie : Mongolian Cave Research Association
- Norvège : Norsk Grotteforbund
- Nouvelle Zélande : New Zealand Speleological Society
- Pays-Bas : Speleo Nederland
- Philippines : Philippine Speleological Society
- Pologne : Komisja Taternictwa Jaskiniowego Polskiego Związku Alpinizmu
- Portugal : Associação de Estudos Subterrâneos e Defesa do Ambiente ; Federação Portuguesa de Espeleologia ; Sociedade Portuguesa de Espeleologia
- Porto Rico : Federación Espeleológica de Puerto Rico
- République islamique d'Iran : Iranian Caves and Speleology Association ; Iran Mountaineering and sport climbing Federation
- République tchèque : Czech Speleological Society
- République populaire de Chine : Committee on Speleology, Chinese Geological Society
- Roumanie : Federatia Romana de Speologie
- Royaume-Uni : British Cave Research Association ; British Caving Association
- Russie : Russian Union of Speleologists
- Serbie : Federation of Speleological Organizations of Serbi ; Serbian speleological sport federation
- Slovaquie : Slovenska Speleologicka Spolocnost ; Správa Slovenských Jaskýn
- Slovénie : Jamarska Zveza Slovenije
- Suède : Sveriges Speleolog-Förbund
- Suisse : Société suisse de spéléologie
- Turquie : Mağara Araştırma Derneği ; Speleological Federation of Turkey
- Ukraine : Ukrainian Speleological Association
- Venezuela : Sociedad Venezolana de Espeleología
- Vietnam : Vietnam Research Center on Karst and Geoheritage

## Congrès internationaux de spéléologie
C’est en août 1949, à Valence (Drôme), que la communauté spéléologique internationale, principalement européenne, réunie grâce au Comité national de spéléologie de France a décidé d'organiser un congrès international de spéléologie avec des objectifs d'échanges scientifiques. Le premier congrès s'est tenu à Paris en 1953. Depuis il s'en tient un tous les quatre ans (sauf en 1957, 1985 et 2021 où le congrès s'est tenu un an plus tard, soit respectivement en 1958, 1986 et 2022). Depuis 1965 les congrès internationaux de spéléologie se font sous l'égide de l'UIS.
1. 1953 : Paris (France)
2. 1958 : Bari (Italie)
3. 1961 : Vienne (Autriche)
4. 1965 : Postojna (Yougoslavie)
5. 1969 : Stuttgart (Allemagne)
6. 1973 : Olomouc (Tchécoslovaquie)
7. 1977 : Sheffield (Grande-Bretagne)
8. 1981 : Bowling Green (États-Unis)
9. 1986 : Barcelone (Espagne)
10. 1989 : Budapest (Hongrie)
11. 1993 : Pékin (Chine)
12. 1997 : La Chaux-de-Fonds (Suisse)
13. 2001 : Brasilia (Brésil)
14. 2005 : Kalamos (Grèce)
15. 2009 : Kerrville (États-Unis)
16. 2013 : Brno (République tchèque)
17. 2017 : Sydney (Australie)
18. 2021, reporté à 2022[10] : Le Bourget-du-Lac (France)[11]
19. 2025 : Belo Horizonte (Brésil)[12]

Chaque congrès donne lieu à la publication d'actes par l'UIS, tous disponibles en ligne.

## Année internationale des grottes et du karst
L’UIS a déclaré 2021 Année internationale des grottes et du karst et a désigné animal cavernicole de l’année les coléoptères cavernicoles. L’objectif est d’attirer l’attention du monde sur la diversité zoologique méconnue et l'importance des habitats souterrains, et contribuera ainsi à la prise de conscience mondiale du besoin urgent de protection des grottes.